# Lincoln megye (Louisiana)
Lincoln megye az Amerikai Egyesült Államokban, azon belül Louisiana államban található. Megyeszékhelye és legnagyobb városa Ruston. Lakosainak száma 48 396 fő (2020. április 1.). Lincoln megye Union, Ouachita, Jackson, Bienville és Claiborne megyékkel határos.

## Népesség
A megye népességének változása:
| Lakosok száma | 46 847 | 47 019 | 47 082 | 47 414 | 47 774 | 48 396 |
|               | 2010   | 2011   | 2012   | 2013   | 2015   | 2020   |